# Theodor Leber
Theodor Karl Gustav von Leber (Karlsruhe, 29 febbraio 1840 – Heidelberg, 17 aprile 1917) è stato un oculista tedesco.

## Biografia
Leber fu lo studente di Hermann von Helmholtz (1821-1894) a Heidelberg, dove conseguì il dottorato nel 1862. Rimase a Heidelberg come assistente di Hermann Jakob Knapp (1832-1911) presso la clinica oculistica di Heidelberg, dopo aver studiato fisiologia sotto Carl Ludwig (1816-1895) a Vienna. Dal 1867 al 1870 fu assistente dell'oculista Albrecht von Graefe (1828-1870) a Berlino. Nel 1871 divenne direttore della clinica oculistica universitaria di Göttingen e dal 1890 al 1910 fu direttore della clinica oculistica di Heidelberg.
Leber fu il primo a descrivere quella che oggi è conosciuta come l'amaurosi congenita di Leber nel 1869 e la neuropatia ottica ereditaria di Leber nel 1871. Una struttura anatomica chiamata "il plesso di Leber" prende il suo nome, che è un piccolo plesso venoso situato tra il canale di Schlemm (dal nome dell'anatomista tedesco Friedrich Schlemm) e gli spazi di Fontana (dal nome del fisico italiano Felice Fontana).